# قداد فأري
قداد فأري (الاسم العلمي:Calomyscus) هو جنس من الحيوانات يتبع فصيلة الفأرية من رتبة القوارض.

## أنواع
- قداد فأري بيلوردي (الاسم العلمي:Calomyscus bailwardi)
- قداد فأري بالوشي (الاسم العلمي:Calomyscus baluchi)
- قداد فأري هوستوني (الاسم العلمي:Calomyscus hotsoni)
- قداد فأري أفغاني (الاسم العلمي:Calomyscus mystax)
- قداد فأري سوري (الاسم العلمي:Calomyscus tsolovi)
- قداد فأري أوراري (الاسم العلمي:Calomyscus urartensis)